# Brian Bowles
Brian Bowles (Charleston, 2 giugno 1980) è un lottatore di arti marziali miste statunitense.
Combatte nella categoria dei pesi gallo.
In passato è stato campione nell'organizzazione WEC riuscendo a spodestare Miguel Torres che era alla quarta difesa del titolo, e tra il 2011 ed il 2015 ha lottato nella prestigiosa UFC.
È soprannominato Mini Mark Wahlberg per la sua apparente somiglianza con l'attore Mark Wahlberg.

## Carriera nelle arti marziali miste

### Inizi
Bowles fa il suo debutto come professionista nel 2006 prendendo parte ad alcuni incontri nello Stato della Georgia, tutti vinti per sottomissione o KO.

### World Extreme Cagefighting
Nel 2007 fa il suo esordio nella prestigiosa World Extreme Cagefighting, lega statunitense di livello assoluto.
Qui Bowles si svela subito come uno dei lottatori più forti del mondo nella sua categoria di peso e in serie mette KO o sottomette Charlie Valencia, Marcos Galvão, Damacio Page e Will Ribeiro.
A questo punto gli viene data la possibilità di sfidare il campione in carica dei pesi gallo, ovvero Miguel Torres, lottatore che si presentò contro Bowles con alle spalle un record personale di 36-1, 17 vittorie consecutive e con il titolo già difeso per tre volte: Bowles mise KO Torres al primo round e divenne quindi campione dei pesi gallo WEC.
Otto mesi dopo, il 6 marzo 2010, si trovò a dover difendere il titolo conquistato l'incontro prima dal fenomeno nascente Dominick Cruz: durante il secondo round Bowles viene ferito e i medici arrestano l'incontro, consegnando la vittoria del titolo a Cruz.
Successivamente la WEC viene rilevata dall'UFC, con Cruz che diviene automaticamente campione dei pesi gallo UFC e con una buona parte del roster WEC assimilato da quello UFC, Bowles compreso.

### Ultimate Fighting Championship
L'esordio di Bowles in UFC è datato 3 marzo 2011 e si tratta di una rivincita concessa a Damacio Page, già sconfitto in WEC: Bowles si impone nuovamente con una sottomissione per strangolamento al primo round.
Successivamente sconfigge Takeya Mizugaki ai punti e gli viene quindi data una possibilità di sfida per il titolo detenuto da Dominick Cruz nel caso riuscisse a battere Urijah Faber, al tempo considerato il più forte peso gallo dopo Cruz: Bowles venne sconfitto per sottomissione dopo essere stato stordito da un montante di Faber.
Dopo un lungo periodo di inattività a causa di vari infortuni Bowles torna a combattere un anno e mezzo dopo, nel maggio 2013, contro il modesto George Roop quando Bowles era classificato nei ranking UFC come contendente numero 8 nella divisione dei pesi gallo: il lottatore della Virginia Occidentale venne malamente sconfitto per KO tecnico.
Bowles fece fronte ad un altro lungo stop e nel 2015 venne arrestato nella contea di Jackson, Georgia per possesso di droga ed armi: in seguito a tale incidente Bowles venne licenziato dall'UFC.

### Risultati nelle arti marziali miste
| Risultato | Record | Avversario         | Metodo                           | Evento                           | Data             | Round | Tempo | Città                   | Note                                          |
| --------- | ------ | ------------------ | -------------------------------- | -------------------------------- | ---------------- | ----- | ----- | ----------------------- | --------------------------------------------- |
| Sconfitta | 10-3   | George Roop        | KO Tecnico (pugni)               | UFC 160: Velasquez vs. Bigfoot 2 | 25 maggio 2013   | 2     | 1:43  | Las Vegas, Stati Uniti  |                                               |
| Sconfitta | 10–2   | Urijah Faber       | Sottomissione (ghigliottina)     | UFC 139: Shogun vs. Henderson    | 19 novembre 2011 | 2     | 1:27  | San Jose, Stati Uniti   | Eliminatoria per il titolo dei Pesi Gallo UFC |
| Vittoria  | 10–1   | Takeya Mizugaki    | Decisione (unanime)              | UFC 132: Cruz vs. Faber          | 2 luglio 2011    | 3     | 5:00  | Las Vegas, Stati Uniti  |                                               |
| Vittoria  | 9–1    | Damacio Page       | Sottomissione (ghigliottina)     | UFC Live: Sanchez vs. Kampmann   | 3 marzo 2011     | 1     | 3:30  | Louisville, Stati Uniti | Debutto in UFC                                |
| Sconfitta | 8–1    | Dominick Cruz      | KO Tecnico (stop medico)         | WEC 47: Bowles vs. Cruz          | 6 marzo 2010     | 2     | 5:00  | Columbus, Stati Uniti   | Perde il titolo dei Pesi Gallo WEC            |
| Vittoria  | 8–0    | Miguel Torres      | KO (pugni)                       | WEC 42: Torres vs. Bowles        | 9 agosto 2009    | 1     | 3:57  | Las Vegas, Stati Uniti  | Vince il titolo dei Pesi Gallo WEC            |
| Vittoria  | 7–0    | Will Ribeiro       | Sottomissione (ghigliottina)     | WEC 37: Torres vs. Tapia         | 3 dicembre 2008  | 3     | 1:11  | Las Vegas, Stati Uniti  |                                               |
| Vittoria  | 6–0    | Damacio Page       | Sottomissione (ghigliottina)     | WEC 35: Condit vs. Miura         | 3 agosto 2008    | 1     | 3:30  | Las Vegas, Stati Uniti  |                                               |
| Vittoria  | 5–0    | Marcos Galvão      | KO (pugno)                       | WEC 31: Faber vs. Curran         | 12 dicembre 2007 | 2     | 2:09  | Las Vegas, Stati Uniti  |                                               |
| Vittoria  | 4–0    | Charlie Valencia   | Sottomissione (rear naked choke) | WEC 28: Faber vs. Farrar         | 3 giugno 2007    | 2     | 2:33  | Las Vegas, Stati Uniti  | Debutto in WEC                                |
| Vittoria  | 3–0    | Shane Weinischeske | Sottomissione (rear naked choke) | ISCF - Invasion                  | 9 febbraio 2007  | 1     | 1:38  | Atlanta, Stati Uniti    |                                               |
| Vittoria  | 2–0    | Charles Nutt       | KO Tecnico (pugni)               | Wild Bill's Fight Night 4        | 8 settembre 2006 | 1     | 4:28  | Duluth, Stati Uniti     |                                               |
| Vittoria  | 1–0    | Tim Honeycutt      | Sottomissione (rear naked choke) | Wild Bill's Fight Night 2        | 12 maggio 2006   | 3     | 4:55  | Duluth, Stati Uniti     |                                               |